# Hjeltefjorden
Hjeltefjorden è un fiordo situato nella contea norvegese di Vestland. Con la sua lunghezza di 35 chilometri, il fiordo si estende da nord a sud, attraversando numerose isole, dirigendosi dall'oceano fino alla città di Bergen. Il suo nome deriva da Hjaltland che in antico norvegese era il nome usato per l'arcipelago delle isole Shetland.  Le più importanti rotte navali da Bergen all'arcipelago delle isole Shetland passano proprio per il fiordo Hjeltefjorden.
Hjeltefjorden è dunque il luogo della rotta navale più utilizzata per dirigersi a Bergen, partendo dalle isole Fedje (Islanda) al nord, verso Byfjorden al sud. È delimitato a ovest dalle isole Øygarden e Sotra, e a est dalle isole islandesi di Radøy, Holsnøy, Herdla e Askøy. 
Presso Hjeltefjorden hanno avuto luogo le fasi finale della battaglia di Alvøen nel 1808.